# San Lúi de Cubarral
Cubarral [, San Luis de] là một khu tự quản thuộc tỉnh Meta, Colombia. Thủ phủ của khu tự quản Cubarral [, San Luis de] đóng tại San Luis de Cubarral Khu tự quản Cubarral [, San Luis de] có diện tích 1158 ki lô mét vuông. Đến thời điểm ngày 28 tháng 5 năm 2005, khu tự quản Cubarral [, San Luis de] có dân số 4125 người.